# Коле Мартино (Кјети)
Коле Мартино (итал. Colle Martino) је насеље у Италији у округу Кјети, региону Абруцо.
Према процени из 2011. у насељу је живело 84 становника. Насеље се налази на надморској висини од 153 м.